# Kościół św. Michała Archanioła w Kamienicy Polskiej
Kościół parafialny pw. św. Michała Archanioła – kościół parafialny pod wezwaniem św. Michała Archanioła w Kamienicy Polskiej. Kościół jest świątynią parafialną rzymskokatolickiej parafii pod tym samym wezwaniem.

## Historia
Kościół zbudowany został w latach 1868-70 i poświęcony 28 grudnia 1869 roku przez dziekana częstochowskiego ks. Józefa Rzewuskiego. Uroczystego poświęcenia (konsekracji) wyposażonej już świątyni dokonał biskup Aleksander Bereśniewicz 20 maja 1884 roku. Pieniądze na budowę świątyni pochodziły od Cechu Płócienników działających w Kamienicy Polskiej. W czasie działań wojennych w 1945 r. kościół został nieco uszkodzony. Odrestaurował go w 1946 r. proboszcz ks. Stanisław Duda. W kościele znajdują się zabytkowe organy oraz piękne stacje drogi krzyżowej.